# Пісковка (смт)
Піско́вка (рос. Песковка) — селище міського типу у складі Омутнінського району Кіровської області, Росія. Адміністративний центр Пісковського міського поселення.

## Населення
Населення становить 4115 осіб (2017; 4185 у 2016, 4283 у 2015, 4384 у 2014, 4479 у 2013, 4554 у 2012, 4724 у 2010, 6387 у 2009, 6957 у 2002, 7888 у 1989, 8538 у 1979, 9090 у 1970, 9865 у 1959).

## Історія
Селище виникло на місце невеликого хутора у зв'язку з будівництвом 1772 року купцем Іваном Курочкіним ливарного заводу. Статус селища міського типу поселення отримало 1938 року.